# Challenger Casablanca San Ángel 2006
Il Challenger Casablanca San Ángel 2006 è stato un torneo di tennis facente parte della categoria ATP Challenger Series nell'ambito dell'ATP Challenger Series 2006. Il torneo si è giocato a Città del Messico in Messico dal 27 marzo al 2 aprile 2006 su campi in terra rossa.

## Vincitori

### Singolare
Ramón Delgado ha battuto in finale  Alejandro Falla con il punteggio di 6–3, 4–6, 6–4

### Doppio
Tripp Phillips /  Rogier Wassen hanno battuto in finale  Michael Kohlmann /  Alexander Waske con il punteggio di 6(4)–7, 6–4, [13-11]